# Mookhoek
Mookhoek est un village de la commune néerlandaise de Hoeksche Waard, dans la province de la Hollande-Méridionale. Le 1er janvier 2008, le village comptait 479 habitants.